# Oelnaineno
Oelnaineno is een bestuurslaag in het regentschap Kupang van de provincie Oost-Nusa Tenggara, Indonesië. Oelnaineno telt 2410 inwoners (volkstelling 2010).